# Les llàgrimes de sant Pere (El Greco, versions del taller)
Les llàgrimes de sant Pere és una temática de la qual, segons Harold Wethey, han arribat fins a l'actualitat disset obres pertanyents al corpus artístic d'El Greco. Segons aquest exigent crític i historiador de l'art, només cinc obres són originals del mestre cretenc, i la resta tenen una major o menor intervenció del seu taller.

## Introducció
Tot i que aquest tema ja havia estat tractat abans, en diverses èpoques i llocs, en pintures al fresc, tríptics i retaules, sembla que va ésser El Greco qui va representar-lo per primer cop en format de pintura a l'oli sobre un llenç independent. Segons Émile Mâle, el súbit èxit d'aquest tema va ésser a causa de la defensa del sagrament de la penitència per part de l'Església de la Contrareforma. En aquells moments, Sant Pere era vist pels protestants com un traïdor, mentre la Contrareforma maldava per demostrar que la penitència l'havia redimit, i que va esdevenir el primer Papa mercès al seu penediment i a la seva posterior activitat evangelitzadora.

## Tema de l'obra
El remordiment de Sant Pere està descrit als quatre Evangelis canònics, però l'episodi concret de Les llàgrimes de Sant Pere només està narrat a l'Evangeli segons Lluc (Lc 22:62), a l'Evangeli segons Mateu (Mt 26:75) i a l'Evangeli segons Marc (Mc 14:72).
El Greco representa Sant Pere de mig cos, amb túnica blava i mantell groc, davant l'entrada d'una cova, en la qual hi ha un tronc i unes fulles d'heura a la paret. A les mans, entrellaçades sobre el pit, porta les claus, i els seus ulls amarats de llàgrimes esguarden el Cel, reconeixent la pròpia culpa i demanant el perdó. Els seus braços, forts i nervuts, son veritablement els d'un pescador. Al fons a l'esquerra, hom pot veure l'àngel que guarda el Sant Sepulcre, ja buit després de la Resurrecció de Jesús, i també hom pot veure Maria Magdalena, qui es dirigeix vers sant Pere. És possible que la representació de l'àngel com un jovencell formós, vestit amb una capa molt brillant i semblant a un llampec, sigui provinent d'algun dels Evangelis apòcrifs.

## Versions amb intervenció de l'obrador d'El Greco
Les millors rèpliques d'aquest tema, en les quals es considera que El Greco va tenir la col·laboració del seu taller són les catalogades per Harold Edwin Wethey amb els números X-433, X-434 i X435, i la magnífica Les llàgrimes de sant Pere (El Greco, Museu Soumaya). Segons aquest autor, la resta són obres de poc interés.

### Versió del Cau Ferrat (Sitges)
Pintura a l'oli sobre llenç; 100 x 88 cm.; Museu del Cau Ferrat, Sitges.
Signat amb lletres cursives gregues: doménikos theotokópolis (sic) e`poiei.
Catalogada per Harold E. Wethey amb el número X-434
És una versíó molt similar a la catalogada amb el número X-433.

#### Procedència
- Comerç a París (1894)
- Santiago Rusiñol i Prats

### Versió del Museu del Greco
Pintura a l'oli sobre llenç; 109 x 88 cm.; Museu del Greco, Toledo.
Catalogada per Harold E. Wethey amb el número X-433
Signat amb lletres cursives gregues, vora l'espatlla dreta: doménikos theotokópolis (sic) e`poiei.
Tot i que és la millor de les variants de taller que han arribat fins a l'actualitat, el seu estat de conservació no és bo, i ha estat massa repintada. El mantell de Sant Pere és groc com acostuma a ser, però la túnica és més verdosa.

#### Procedència
- Taladriz, Valladolid.
- Benigno de la Vega-Inclán, Toledo.

### Versió de Catedral de Toledo
Pintura a l'oli sobre llenç; 100 x 96 cm.; Sagristia de la Catedral de Toledo
Catalogada per Harold E. Wethey amb el número X-435
Degut a la seva localització, havia estat considerat una obra original d'El Greco, però en realitat és una versió de taller. El mantell de Sant Pere té una tonalitat apagada, i el colorit general resulta pesat.